# Stoned From the Underground
Stoned From the Underground (Abkürzung SFTU) ist ein seit 2001 jährlich Mitte Juli stattfindendes dreitägiges Musikfestival am Alperstedter See nahe der thüringischen Landeshauptstadt Erfurt. Der musikalische Schwerpunkt liegt auf Stoner Rock, Psychedelic Rock, Doom und Sludge.

## Geschichte
Das erste Festival fand am 9. Juni 2001 im Haus der Gewerkschaften in Erfurt statt, Hauptband war Smoke Blow. 2002 wurde es auf zwei Tage ausgedehnt und fand am Nordstrand in Erfurt statt. Ab 2007 wechselte der Veranstaltungsort zum Gelände des Freizeitpark Possen nahe Sondershausen und 2009 an den Alperstedter See nahe Erfurt. Die 2010er Ausgabe war erstmals ausverkauft, jedoch schlossen die Veranstalter eine Kapazitätserweiterung aus, weil sie dies als nebenberufliche und unbezahlte Organisatoren nicht leisten können. Seit 2011 findet das Festival Mitte Juli an drei Tagen von Donnerstag bis Samstag als Open-Air-Veranstaltung statt und verzeichnete rund 3000 Besucher. Die Leser des Musikmagazins Visions wählten das Stoned From the Underground zum „Festival des Jahres 2015“.
Im März 2016 veröffentlichte Veranstalter Fred Bienert eine Erklärung, in der er den Umgang der Künstleragenturen mit Festivalbetreibern kritisierte. Die Agenturen verzögerten meist ohne Wissen der Bands die Auftrittszusage, um so die Gagen in die Höhe zu treiben, dies erschwere Planung und Durchführung des Festivals. Zugleich wurde die Anzahl der Tickets auf 2500 begrenzt, um den „familiären Charakter“ eines Events „von Fans für Fans“ zu bewahren.
Auf Grund der Corona-Pandemie wurden die Festivals 2020 und 2021 abgesagt. Ab 2022 fand das Festival wieder statt.

## Line-ups (Auswahl)
2001
Smoke Blow, Red Aim, Celestial Season, Dozer
2002
The Awesome Machine, RotoR, Greenleaf, Colour Haze
2003
The Atomic Bitchwax, The Hidden Hand, The Great Escape
2004
Samavayo, Sasquatch, Gorilla Monsoon
2005
Brant Bjork and the Bros, Hellfueled, President Evil, Earthbend, Stonewall Noise Orchestra, Coogans Bluff
2006
Sahg, Colour Haze, RotoR, Truckfighters, Mojo Jazz Mob, Hainloose
2007
Nebula, My Sleeping Karma, Pristine, Dyse, Stone Wall Noise Orchestra
2008
The Atomic Bitchwax, Burn Pilot
2009
Karma to Burn, JUD, The Devil’s Blood, Gorilla Monsoon, Long Distance Calling
2010
Garcia plays Kyuss, Brant Bjork, Peter Pan Speedrock, Yawning Man, Weedeater, Black Cobra, Ufomammut, Winnebago Deal, Samsara Blues Experiment
2011
Monster Magnet, EyeHateGod, Church of Misery, Vibravoid, My Sleeping Karma, Coogans Bluff
2012
Saint Vitus, Crowbar, Tito & Tarantula, Orange Goblin, Weedeater, Red Fang, Baby Woodrose, RotoR, Beehoover
2013
Acid King, The Atomic Bitchwax, Deville, Earthless, Horisont, Lord Vicar, Mustasch, Pelican, Pet the Preacher, Truckfighters
2014
Colour Haze, Dÿse, Gonga, Graveyard, Kylesa, Pentagram, Ufomammut
2015
Dead Lord, Dozer, Elder, Electric Wizard, John Garcia, Greenleaf, High Fighter, Mammoth Mammoth, The Midnight Ghost Train, Mos Generator, Nick Oliveri, Pallbearer, Radio Moscow, RotoR, White Miles
2016
Brant Bjork, Kamchatka, Mother Tongue, Peter Pan Speedrock, Spiritual Beggars, Stoned Jesus, Toundra, Travelin Jack
2017
Acid King, All Them Witches, Beehoover, C. J. Ramone, Dool, Elder, Kadavar, Karma to Burn, Monolord, Samavayo, Sasquatch, Shotgun Valium, Zeke
2018
The Dwarves, Wucan, Thundermother, The Picturebooks, Orchid, Downfall of Gaia, Ufomammut, Long Distance Calling, EyeHateGod, Sons of Otis, Bongzilla, Nebula
2019
Amenra, Black Cobra, Colour Haze, Mantar, Nashville Pussy, Samsara Blues Experiment, Smoke Blow, Somali Yacht Club, Thulsa Doom, Weedeater, Yawning Man
2022
Daily Thompson, Graveyard, Kolossus Däächt, My Sleeping Karma, Osees, RotoR, Sasquatch, Scumbag Millionaire, The Atomic Bitchwax, Truckfighters, Valient Thorr
2023
1000 Mods, Beehoover, Black Mirrors, Colour Haze, Dÿse, Orange Goblin, Reactory, Shakhtyor, Thronehammer
2024
Eins Eins Eins, Eremit (als Ersatz für Witch), Lowrider, Greenleaf, Psychlona, The Great Machine, Weedeater

## Belege
1. 1 2  Mathias Freiesleben: STONED FROM THE UNDERGROUND 2010 - ERFURT. In: powermetal.de. 22. August 2010, abgerufen am 12. November 2021.
2. ↑  Stoned From The Underground 2011: Doomed & stoned unter freiem Himmel. In: metal.de. 26. Juli 2011, abgerufen am 12. November 2021.
3. ↑  Diana Wuersig: Stoned From The Underground: Festival-Bericht und Fotos. In: Metal Hammer. 25. Juli 2015, abgerufen am 12. November 2021.
4. ↑  Mathias Freiesleben: STONED FROM THE UNDERGROUND-FESTIVAL: Interview mit Ralf Burkart. In: powermetal.de. 20. Mai 2016, abgerufen am 12. November 2021.
5. ↑  Fred Bienert: LIEBE GEMEINDE. In: sftu.de. 24. März 2016, abgerufen am 16. November 2021.
6. ↑  Florian Puschke: Vorbericht: Stoned From The Underground. In: Toughmagazine. 2016, abgerufen am 16. November 2021.
7. ↑  Stoned From The Underground: Timetable steht. In: SLAM alternative music magazine. 2019, abgerufen am 16. November 2021.